# Joachim Löw
Joachim „Jogi” Löw (n. 3 februarie 1960, Schönau im Schwarzwald, Schönau im Schwarzwald GVV⁠(d), Republica Federală Germania, Germania) este un fost jucător german de fotbal. Din 2006 până în 2021 a fost antrenorul echipei naționale de fotbal a Germaniei.

## Cariera fotbalistică
Cu 82 de goluri marcate este golgheterul echipei SC Freiburg.

## Cariera de antrenor
Cu echipa Germaniei a câștigat Campionatul Mondial din 2014.